# ياسر المصري
ياسر المصري (22 نوفمبر 1970 - 23 أغسطس 2018)، ممثل أردني.

## حياته
ولد في في الكويت لعائلة مكونة من سبع أشقّاء وشقيقات، تخرج من مدرسة الرميثية الثانوية، حاصل على بكالوريوس علوم موسيقية من الأكاديمية الأردنية للموسيقى، تخصص رئيسي آلة الكلارنيت، فرعي بيانو، وهو عضو في نقابة الفنانين الأردنيين.

### حياته الأسرية
تزوّج عام 2000 من الصحافية في جريدة الرأي الأردنية «نسريّن الكرد» لديه ثلاثة أولاد «زيد وراية وجنى».

## مشواره المهني
بداية عمل كمدرب رقصات فنون شعبية واستعراضية منذ عام 1986،  انخرط بالحركة الفنية منذ العام 1993 في أول عمل له مسرحية «كلاكيت» ضمن مهرجان الشباب الثاني الأردني وقدم مع فرقة «مسرح المسرح» التي أسسها خالد الطريفي عام 1994 مسرحية «يا سامعين الصوت» إلى أن تفجرت موهبته في عام 2007 في أداءه لدور الفارس والشاعر نمر بن عدوان، اشتهر من خلال المسلسل البدوي نمر بن عدوان الذي أدى فيه دور أمير شعراء البادية العربية باتقان وتألق، وكان أول دور بطولة مطلقة له. شارك في العديد من المسلسات الأردنية والعربية التاريخية والبدوية
شارك بالعديد من المهرجانات المحلية والعربية من خلال مجموعة من العروض المسرحية، إذ عمل مدرباً للفرقة الوطنية التابعة لوزارة الثقافة ممثلة الأردن في معظم المهرجانات العربية والدولية حتى نهاية العام 2007.
عام 2012 قدم حفل جوائز التايكي بدورته الثانية بمشاركة علا الفارس في أغسطس 2016 تم اختياره من قبل اللجنة المنظمة العليا لمهرجان الأردن للإعلام العربي بدورته الثالثة لتقديم حفل الافتتاح، بمشاركة زميلته عبير الزبن.

## الجوائز والتكريمات

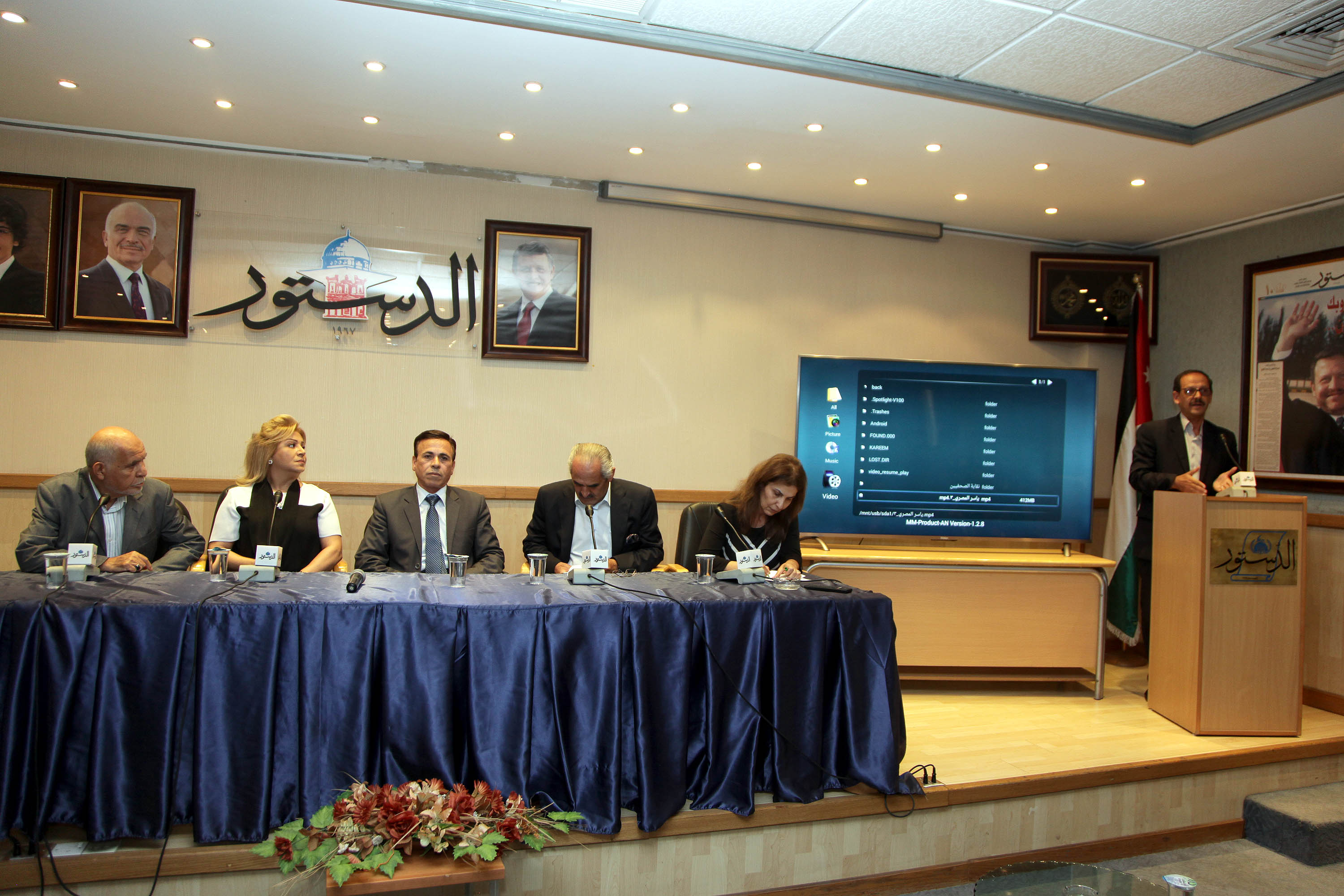
ندوة استذكار الفنان ياسر المصري في منتدى الدستور الثقافي يوم 29 أغسطس 2018

- 2009: نال جائزة الدولة التشجيعية مناصفة مع الفنان منذر رياحنة العام 2009  الأردن.
- 2016: درع تكريمي من الشاعر السعودي جعفر المطيري لأدواره في الدراما البدوية  السعودية[15]
- 2016: درع تكريمي من جامعة عمان الأهلية بيوم المسرح العالمي  الأردن[16]
- 29 أغسطس 2018: ندوة استذكار في منتدى الدستور الثقافي  الأردن[17]

## أعماله

### في التلفزيون
| سنة الإنتاج | اسم المسلسل              |
| ----------- | ------------------------ |
| 1995        | الفرداوي                 |
| 1998        | عرس الصقر                |
| 2001        | ذي قار                   |
| 2002        | امرؤ القيس الثأر المر    |
| 2002        | زمان الوصل               |
| 2003        | الحجاج                   |
| 2004        | العدول                   |
| 2004        | الطوفان                  |
| 2005        | آخر أيام اليمامة         |
| 2005        | شو هالحكي.               |
| 2005        | الطريق الوعر             |
| 2006        | راس غليص - الجزء الأول   |
| 2006        | دعاة على ابواب جهنم      |
| 2007        | سلطانة                   |
| 2007        | نمر بن عدوان             |
| 2008        | الرحيل                   |
| 2008        | أبو جعفر المنصور         |
| 2008        | عيون عليا                |
| 2009        | حب في الهايد بارك        |
| 2009        | العنود                   |
| 2009        | رجال الحسم               |
| 2010        | ما أصعب الكلام           |
| 2010        | القعقاع بن عمرو التميمي  |
| 2010        | عائلة أبو حرب.           |
| 2010        | رايات الحق               |
| 2010        | بوابة القدس              |
| 2011        | عطر النار                |
| 2011        | بيارق العربا             |
| 2012        | توأم روحي                |
| 2012        | أوراق الحب ج2            |
| 2013        | الحرير والنار            |
| 2013        | تحت الأرض                |
| 2013        | ذيب السرايا              |
| 2013        | زين                      |
| 2013        | توم الغرة                |
| 2014        | دوائر حب                 |
| 2014        | رعود المزن               |
| 2014        | الوعد ملحمة الحب والرحيل |
| 2014        | إخوة الدم                |
| 2014        | أبناء العلقة             |
| 2014        | دهشة                     |
| 2014        | أريد رجلا ج2             |
| 2015        | العهد: الكلام المباح     |
| 2015        | عناقيد النور             |
| 2016        | العزيمة                  |
| 2016        | مالك بن الريب            |
| 2016        | وعد الغريب               |
| 2016        | المحتالة                 |
| 2017        | شوق                      |
| 2017        | الجماعة 2                |
| 2017        | خلف ابن دعيجا            |
| 2018        | هارون الرشيد             |
| 2018        | شيء من الماضي            |
| 2019        | درب الشهامة              |

### في السينما
| سنة الإنتاج | الفيلم           |
| ----------- | ---------------- |
| 2011        | كف القمر         |
| 2007        | الرغبة في السقوط |
| 1993        | الطريق إلي إيلات |

### من المسرحيات
| سنة الإنتاج | المسرحية          |
| ----------- | ----------------- |
| 2018        | حكاية عشق أردنية ً |
| 2014        | سليمى             |
| 2009        | بترا إن حكت       |
| 2008        | زايد والحلم       |
| 2007        | شباب الجامعة      |
| 2005        | شيخ القلعة.       |
| 2007        | الدائرة           |
| 2007        | كوميديا سوداء     |
| 1998        | ظلمة الإمبراطور   |
| 1997        | مدينة السوسنة     |
| 1996        | آدم لوحده         |
| 1996        | كأنك يا بوزيد     |
| 1996        | سوبر ماركت رمضان  |
| 1995        | أنت مش عارف       |
| 1994        | أنت مش أنت        |
| 1994        | ياسامعين الصوت    |
| 1993        | كلاكيت            |

### عمله كمنتج
| سنة الإنتاج | الهدف |
| ----------- | --- |
| 2010        | أسس شركة إنتاج خاصة للإنتاج الفني واطلق عليها اسم"الرأي"وسعى من خلالها عن البحث لإنتاج أعمال لخدمة الفن الأردني |

## وفاته
تُوفي في 23 أغسطس 2018 عن عُمر ناهز 47 عاماً إثر حادث سير في محافظة الزرقاء في الأردن عندما كان في زيارة لمنزل شقيقه في عطلة عيد الأضحى، وأراد مساعدة جار شقيقه في تشغيل باص لا يعمل، من خلال إنزاله بسرعة على منحدر، ومن ثم محاولة ابن شقيقه الذي قاد الباص تشغيله أثناء نزوله، إلا أنّه فقد السيطرة عليه، ما أدى إلى اصطدامه بسيارة متوقفة وبجدار، ووفاته على الفور وإصابة ابن شقيقه بجروح متوسطة وشيع جثمانه في مسجد الفلاح بحي الزواهرة، ودفن في مقبرة الهاشمية.

## تكريمات بعد وفاته
- الأردن: قدمت جامعة عمان الأهلية منحة دراسية كاملة مستمرة باسمه في تخصص التصميم السينمائي والتلفزيوني والمسرحي يتم التنسيب لها من قبل نقابة الفنانين الأردنيين تقديرا لاعماله الابداعية وتعزيرا لرسالته في خدمة المجتمع المحلي 2018.[30]
- الأردن: تسمية مكتبة المسرح الأردني باسمه وذلك وفاء له بعد حادثة وفاته المفاجئة 2018.[31]

## روابط خارجية
- ياسر المصري على موقع IMDb (الإنجليزية)
- ياسر المصري على موقع قاعدة بيانات الأفلام العربية